# Vespomorpha auronitens
Vespomorpha auronitens är en stekelart som beskrevs av Wallace A. Steffan 1959. Vespomorpha auronitens ingår i släktet Vespomorpha och familjen bredlårsteklar.
Artens utbredningsområde är Zimbabwe. Inga underarter finns listade i Catalogue of Life.